# Xerobion judenkoi
Xerobion judenkoi är en insektsart. Xerobion judenkoi ingår i släktet Xerobion och familjen långrörsbladlöss. Inga underarter finns listade i Catalogue of Life.